# Хронске Косихи
Хронске Косихи (слч. Hronské Kosihy) насељено је мјесто са административним статусом сеоске општине (слч. obec) у округу Љевице, у Њитранском крају, Словачка Република.

## Становништво
| Година:    | 1994. | 2004.   | 2014.   | 2024.    |
| ---------- | ----- | ------- | ------- | -------- |
| Број људи: | 660   | 670     | 679     | 790      |
| Разлика:   |       | +1,51 % | +1,34 % | +16,34 % |

| Година:    | 2023. | 2024.   |
| ---------- | ----- | ------- |
| Број људи: | 792   | 790     |
| Разлика:   |       | -0,25 % |

Према подацима о броју становника из 2011. године насеље је имало 665 становника.